# Недберг, Эйлиф
Э́йлиф Бья́рне Не́дберг (норв. Eilif Bjarne Nedberg; 7 сентября 1956, Осло) — норвежский саночник, выступал за сборную Норвегии в середине 1970-х годов. Участник зимних Олимпийских игр в Инсбруке, участник многих международных турниров и национальных первенств.

## Биография
Эйлиф Недберг родился 7 сентября 1956 года в Осло. Активно заниматься санным спортом начал с юных лет, проходил подготовку в столичном спортивном клубе «Акефорениге». В основной состав национальной сборной Норвегии пробился в 1976 году, когда стал партнёром более опытного саночника — Мартина Оре. Вместе они побывали на чемпионате Европы в шведском Хаммарстранде и показали там довольной неплохой результат, в мужской парной программе немного не дотянули до призовых позиций, оказавшись четвёртыми.
Благодаря череде удачных выступлений Недберг и Оре удостоились права защищать честь страны на зимних Олимпийских играх в Инсбруке — в обоих заездах показали пятнадцатое время и заняли в итоге пятнадцатое место. Вскоре после Олимпиады Эйлиф Недберг принял решение завершить карьеру в санном спорте, несмотря на то, что его напарник Оре продолжил выступать за сборную и принял участие ещё во многих крупных международных турнирах.